# Les Promenades d'Euclide
Les Promenades d'Euclide est un tableau du peintre belge René Magritte réalisé en 1955. Cette huile sur toile surréaliste est un intérieur devant la fenêtre duquel se trouve un chevalet dont la peinture prolonge le paysage urbain que l'ouverture laisse voir, avec à gauche une tour au sommet conique et à droite une rue en perspective rappelant cette construction. L'œuvre est conservée au Minneapolis Institute of Art, à Minneapolis, dans le Minnesota, aux États-Unis.